# Zbrojnice (Drážďany)

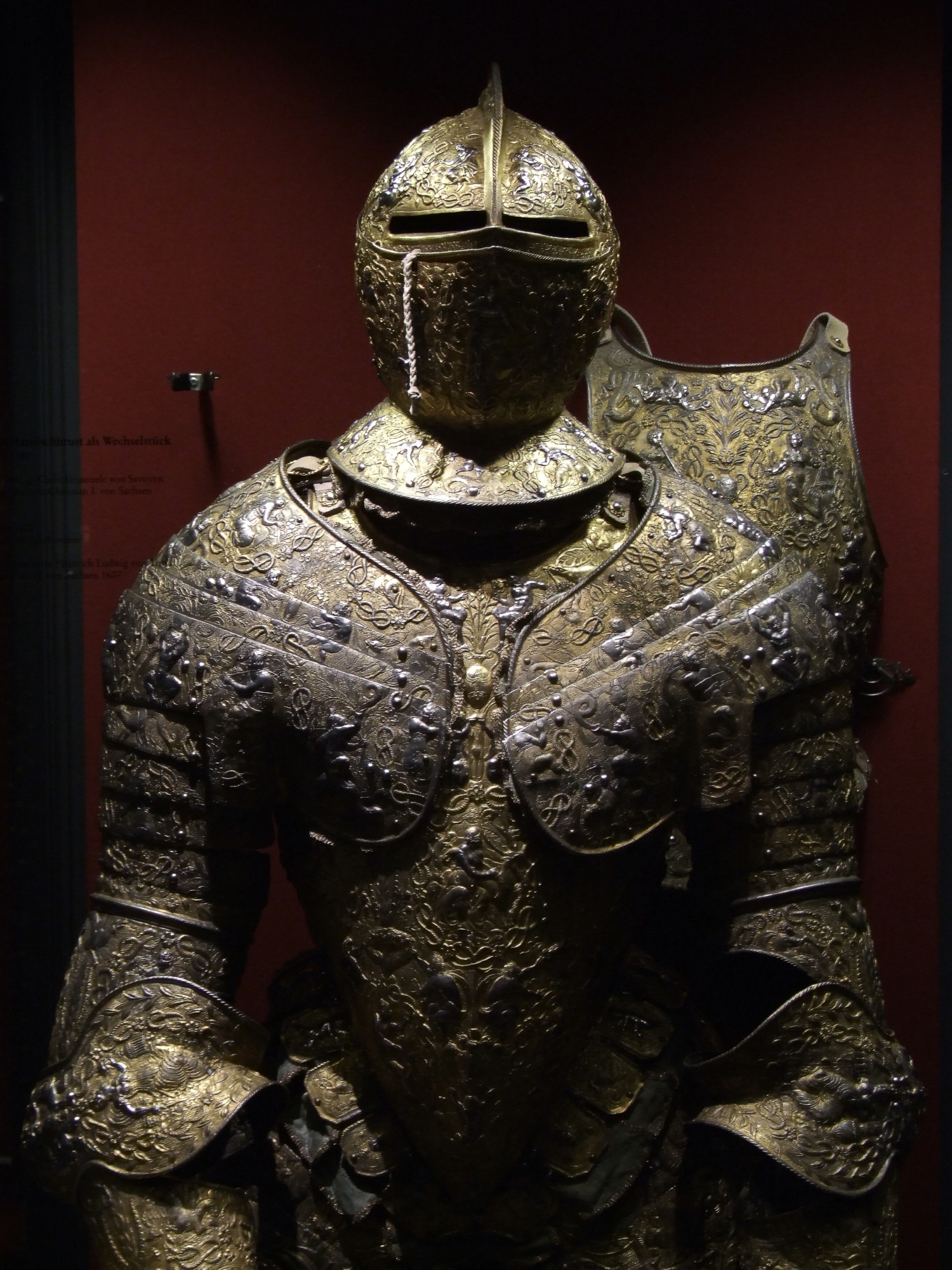
Slavnostní brnění

Zbrojnice v Drážďanech patří ke Státním uměleckým sbírkám Drážďany (Staatliche Kunstsammlungen Dresden) a řadí se ke světově nejproslulejším sbírkám zbraní, brnění a historických textilií. Až do 30. let 19. století nebyla zbrojnice uměleckou sbírkou, ale sloužila kurfiřtské reprezentaci. Teprve se zánikem saské monarchie po 1. světové válce nabyla sbírka svého historicko-uměleckého významu.
Zbrojnice se nacházela do září roku 2012 v budově Semperovy galerie ve Zwingeru. Od 19. února 2013 je sbírka přístupná veřejnosti v Obřím sále Rezidenčního zámku ve Starém městě. Osmanská část zbrojnice, zvaná turecká komora (Türckische Cammer), je jako stálá výstava součástí expozic v Rezidenčním zámku od roku 2010.
Sbírka zahrnuje celkem 10 000 různých předmětů - brnění, helmy, štíty, meče, šavle, pušky apod., jež pochází z 15.-18. století. Z kapacitních důvodů mohou návštěvníci zbrojnice obdivovat jen část této sbírky, zhruba 1 300 předmětů.

## Historie zbrojnice

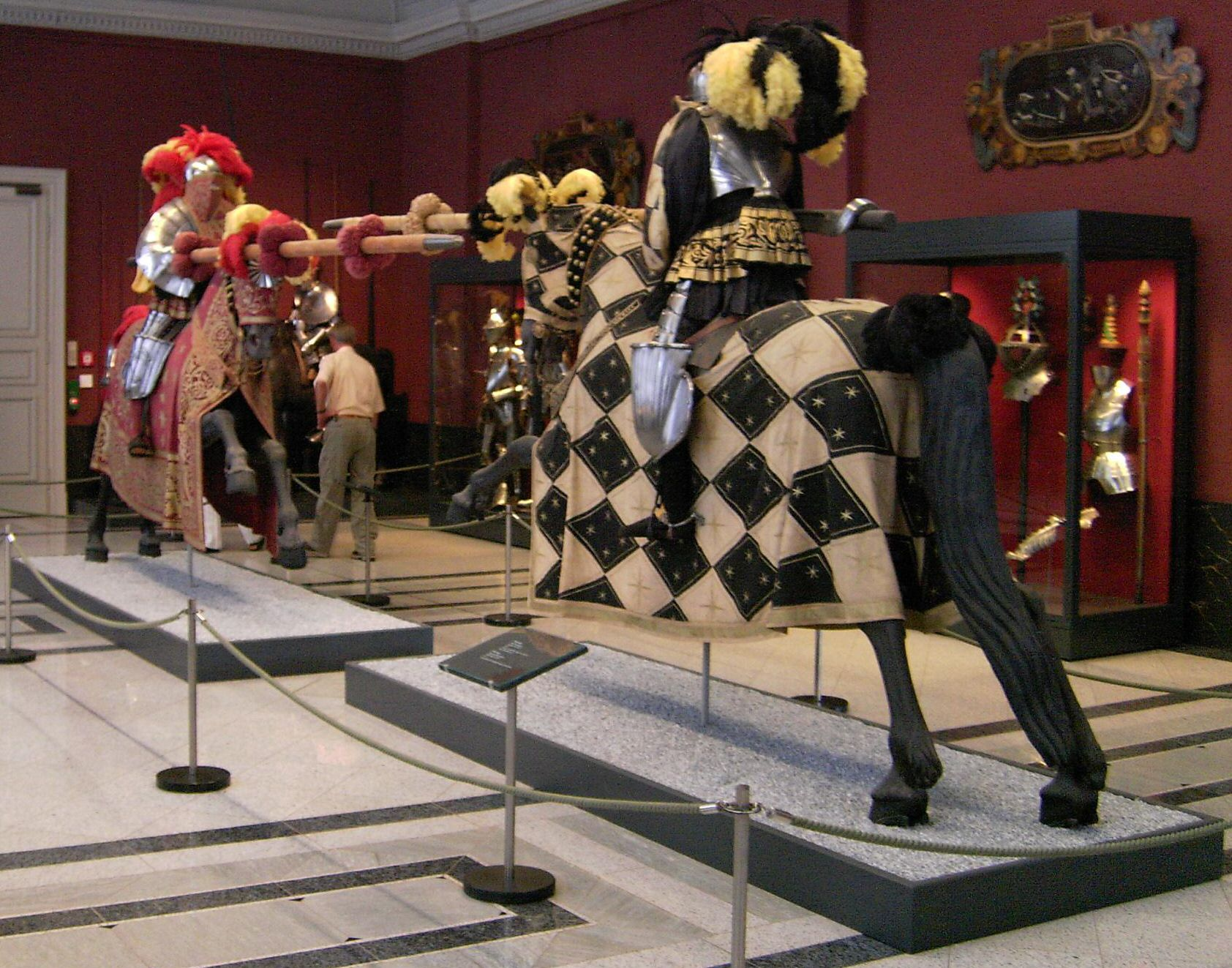
Pohled na model jezdeckého souboje

Původ zbrojnice sahá k Albrechtu Udatnému, který v 15. století založil v Rezidenčním zámku vévodský zbrojní kabinet. Z něj se později stala zbrojnice, která byla úschovnou oblíbených zbraní, zejména zbraní určených k turnajům a příslušné výzbroje.
S cílem vytvořit cílenou sbírku uměleckých předmětů začal ale až kurfiřt August Saský v 16. století. Finanční prostředky pro rostoucí sbírku mu tehdy zajišťovala těžba stříbra v Krušných horách a rušení klášterů a kostelů v rámci reformace, stejně tak i vzkvétající saský obchod a prosperující zemědělství.
O lovecké zbraně a vybavení pak sbírku rozšířil Johan Georg I. Johan Georg III. ke sbírce připojil orientální zbraně, které vlastnil jako válečnou kořist z bitvy s Turky u Vídně v roce 1683. V této době byla sbírka rozšířena nicméně jen nepatrně. Saský kurfiřt a polský král August Silný se o sbírání zbraní příliš nezajímal. Ani za jeho vlády na přelomu 17. a 18. století se sbírka příliš nerozrostla. Nejvýznamnější předměty sbírky z dob Augusta Silného jsou kord Petra Velikého a korunovační roucho, které August nesl při své korunovaci na krále Polska.
Syn Augusta Silného, saský kurfiřt a polský král August III., nechal oproti svému otci sbírku výrazně rozšířit. Za jeho vlády byla totiž založena rozsáhlá sbírka střelných zbraní, jež dnes zahrnuje 3 000 kusů.
Roku 1831 se zbrojnice dostala pod státní správu a byla přejmenována na Královské historické muzeum. O rok později byla přesunuta do areálu Zwingeru. Aby bylo možné stěhovací práce zaplatit, muselo být mnoho zbraní prodáno, čímž se sbírka výrazně zmenšila. Další stěhování se uskutečnilo roku 1877, tentokrát do budovy Johannea poblíž Frauenkirche, kde zůstala zbrojnice až do 2. světové války.
Během 2. světové války byly historické zbraně z důvodů ochrany před nálety uschovány v pevnosti Königstein v Saském Švýcarsku a v několika zámcích v okolí Drážďan. Po válce nechala sovětská okupační správa odvézt zbraně do Leningradu. V roce 1958 se vrátila sbírka opět do Drážďan. Zbrojnice byla zpřístupněna pro veřejnost už roku 1959. Tehdy se nalézala ve východním křídle Semperovy galerie ve Zwingeru, kde zůstala až do září roku 2012. Od února 2013 je zbrojnice umístěna opět v Rezidenčním zámku, v tzv. Obřím sále, který má na délku 60 metrů a je největším prostorem zámku.

## Významné objekty ve sbírce
- Koruna Augusta II. určena pro jeho korunovaci na krále Polska – byla vyrobena v roce 1697 zlatníkem ze saského Freibergu Johannem Fridrichem Klemmem. Koruna je z pozlaceného stříbra a je dekorována barevným smaltem a polodrahokamy.
- Přehlídka brnění polského krále Jana III. Sobieského. Brnění je nazýváno "karaceno" a bylo velmi populární mezi polsko - litevskou šlechtou ve druhé polovině 17. století.
- Pár mušket s násadami vyřezávanými ze slonoviny.
- Sluneční maska s rysy obličeje Augusta Silného z pozlacené mědi a mosazi vyrobená dvorním zlatníkem Johannem Melchiorem Dinglingerem.
- Šaty kurfiřta Moritze Saského. Součástí kostýmu je sukně, kazajka, kalhoty a punčochy z italského hedvábí.

## Turecká komnata
Turecká komnata je součástí zbrojnice v Rezidenčním zámku. Do turecké komnaty nasbírali saští kurfiřtové v průběhu několika staletí orientální umělecká díla. Velká část těchto děl byla diplomatickými dary nebo cílenými nákupy. Jen relativně malou část představují válečné kořisti z různých bitev proti Osmanům. K nejvýznamnějším z více než 600 exponátů patří 20 metrů dlouhý, 8 metrů široký a 6 metrů vysoký hedvábný třístěžňový stan ze 17. století, jenž je vyrobený z bavlněné látky a zdobený aplikacemi ze saténu, bavlny a pozlacené kůže. Velká část objektů byla nashromážděna Augustem Silným. Návštěvníky jistě překvapí osm ručně vyřezávaných dřevěných koní v životní velikosti. Váži 150 kilo a každý z nich je unikátně ozdobený. Turecká komora patří k světově nejvýznamnějším sbírkám osmanského umění.